# Deropeltis rufipes
Deropeltis rufipes är en kackerlacksart som beskrevs av Hanitsch 1938. Deropeltis rufipes ingår i släktet Deropeltis och familjen storkackerlackor. Inga underarter finns listade i Catalogue of Life.